# Funeral (album)
Funeral (tạm dịch Đám tang) là album phòng thu đầu tay của ban nhạc indie rock Canada Arcade Fire, phát hành ngày 14 tháng 9 năm 2004 ở Bắc Mỹ bởi Merge Records và 28 tháng 2 năm 2005 ở châu Âu bởi Rough Trade Records. Tên của album để tưởng nhớ những thành viên gia đình của nhiều thành viên ban nhạc đã qua đời trong thời gian thu âm album: bà của Régine Chassagne mất vào tháng 6 năm 2003, ông của Win và William Butler (nghệ sĩ nhạc swing Alvino Rey) mất vào tháng 2 năm 2004 và cô của Richard Reed Parry vào thang 4, 2004.
Năm đĩa đơn đã được phát hành từ album: Thành công nhất, Rebellion (Lies), đạt vị trí # 19 trên UK Singles Chart. Album được đề cử cho giải Grammy vào năm 2005 cho Album alternative xuất sắc nhất. Nó đã nhận được nhiều lời khen ngợi và đứng đầu nhiều danh sách album hay nhất của năm và thập kỷ. Theo trang web Metacritic, album xuất hiện ở vị trí số hai trên danh sách album hay nhất thập kỷ, chỉ sau Kid A của Radiohead. Trong phiên bản đã cập nhật của danh sách "500 album vĩ đại nhất" của Rolling Stone nó được xếp ở vị trí #151.
| Đánh giá chuyên môn | Đánh giá chuyên môn |
| Điểm trung bình     | Điểm trung bình     |
| Nguồn               | Đánh giá            |
| ------------------- | ------------------- |
| Metacritic          | 90/100              |
| Nguồn đánh giá      |                     |
| Nguồn               | Đánh giá            |
| AllMusic            | [ 3 ]               |
| Drowned in Sound    | (10/10)             |
| The Guardian        | [ 5 ]               |
| NME                 | (9/10)              |
| Paste               | [ 6 ]               |
| Pitchfork           | (9.7/10)            |
| PopMatters          | (Favorable)         |
| Robert Christgau    | A−                  |
| Rolling Stone       |                     |
| Tiny Mix Tapes      | [ 6 ]               |
| Uncut               | [ 6 ]               |

## Danh hiệu
| Công bố bởi          | Nước | Danh hiệu                                         | Năm  | Vị trí |
| -------------------- | ---- | ------------------------------------------------- | ---- | ------ |
| Consequence of Sound | Mỹ   | Top Albums of the 2000s                           | 2009 | 2      |
| LAS Magazine         | Mỹ   | Albums of the decade                              | 2009 | 1      |
| Mojo                 | Anh  | The 100 Greatest Albums of Our Lifetime 1993-2006 | 2006 | 60     |
| NME                  | Anh  | The 100 Greatest Albums of the 2000s              | 2009 | 7      |
| Paste                | Mỹ   | Top 50 Albums of the 2000s                        | 2009 | 3      |
| Pitchfork            | Mỹ   | Top 200 Albums of the 2000s                       | 2009 | 2      |
| Rolling Stone        | Mỹ   | Top 100 Albums of the 2000s                       | 2009 | 6      |
| Rolling Stone        | Mỹ   | 500 Greatest Albums of All Time                   | 2012 | 151    |
| Slant Magazine       | Mỹ   | Top 250 Albums of the 2000s                       | 2010 | 4      |
| Spin                 | Mỹ   | 125 Best Albums of the Past 25 Years              | 2010 | 66     |
| Under the Radar      | Mỹ   | Top 200 Albums of the Decade                      | 2009 | 1      |
| Q                    | Anh  | 250 Best Albums of Q's Lifetime                   | 2011 | 19     |
| NME                  | Anh  | The 500 Greatest Albums of the All Time           | 2013 | 13     |

## Danh sách bài hát
Tất cả các ca khúc được viết bởi Arcade Fire, với Josh Deu ở tracks 1 và 4.
| STT | Nhan đề                       | Thời lượng |
| --- | ----------------------------- | ---------- |
| 1.  | "Neighborhood #1 (Tunnels)"   | 4:48       |
| 2.  | "Neighborhood #2 (Laïka)"     | 3:33       |
| 3.  | "Une année sans lumière"      | 3:40       |
| 4.  | "Neighborhood #3 (Power Out)" | 5:12       |
| 5.  | "Neighborhood #4 (7 Kettles)" | 4:49       |
| 6.  | "Crown of Love"               | 4:42       |
| 7.  | "Wake Up"                     | 5:39       |
| 8.  | "Haïti"                       | 4:07       |
| 9.  | "Rebellion (Lies)"            | 5:10       |
| 10. | "In the Backseat"             | 6:21       |

| Bonus disc (Japan only) | Bonus disc (Japan only)                                               | Bonus disc (Japan only) | Bonus disc (Japan only) |
| STT                     | Nhan đề                                                               | Sáng tác                | Thời lượng              |
| ----------------------- | --------------------------------------------------------------------- | ----------------------- | ----------------------- |
| 1.                      | "My Buddy" (Alvino Rey Orchestra)                                     |                         | 2:35                    |
| 2.                      | "Neighborhood #3 (Power Out)" (August Session)                        | Arcade Fire             | 5:35                    |
| 3.                      | "Brazil"                                                              | Ary Barroso             | 3:56                    |
| 4.                      | "Neighborhood #3 (Power Out)" (Live at the Great American Music Hall) | Arcade Fire             | 5:57                    |